# قائمة حقول ترويسة بروتوكول نقل النص الفائق
حقول ترويسة بروتوكول نقل النص الفائق (بالإنجليزية: HTTP header fields) عبارة عن مكونات أو حقول في قسم الرأس لرسائل الطلب والاستجابة في برتكول HTTP , وتستخدم لتعريف معايير التبادل بين الأجهزة ببرتكول HTTP .

## الشكل والتهيئة العامة
حقول الرأس يتم انتقالها وإرسالها بعد سطر الطلب أو الاستجابة وهو السطر الأول في الرسالة (Message or Packet) يقصل زوجي القيمة والأسم في حقول الرأس فاصلة منقوطة بصيغة واضحة من النوع string وتنتهي برمز نهاية carriage return (CR) ورمز line feed (LF) وهما مرتبطيين وغالبا يرمز لهم بحروف CRLF نهاية الرأس يشار إليها بحقل فارغ، السطور الطويلة يمكن ان تطوى أو تقسم على عدة سطور، السطور المستمرة يشار اليها بوسطة مسافة space (SP) أو علامة تبويب افقي horizontal tab (HT) كأول حرف أو رمز في بداية السطر التالي.

## الحدود المسموحة للحجم

### حقول الطلب
| اسم حقل الرأس                   | الوصف | مثال                                              | الحالة |
| ------------------------------- | --- | ------------------------------------------------- | ------ |
| Accept مقبول                    | انواع المحتوى المقبولة للاستجابة response انظر تفاوض المحتوى (Content negotiation)                                                      | Accept: text/plain                                | دائم   |
| Accept-Charset                  | مجموعة الرموز المقبولة | Accept-Charset: utf-8                             | دائم   |
| Accept-Encoding                 | قائمة بالترميزات المقبولة لضغط بروتوكول نقل النص التشعبي (HTTP compression) .                                                           | Accept-Encoding: gzip, deflate                    | دائم   |
| Accept-Language                 | قائمة باللغات الانسانية المقبولة انظر تفاوض المحتوى (Content negotiation)                                                               | Accept-Language: en-US                            | دائم   |
| Accept-Datetime                 | نسخة مقبولة (بالوقت) | Accept-Datetime: Thu, 31 May 2007 20:35:00 GMT    | مؤقت   |
| Authorization تفويض             | اعتماد صحة البيانات لل ( HTTP authentication )                                                                                          | Authorization: Basic QWxhZGRpbjpvcGVuIHNlc2FtZQ== | دائم   |
| Cache-Control تحكم في ذاكرة ويب | تستخدم لتحديد التوجيهات directives التي يجب ان تطوع لكل طرق التخزين المؤقت جنبا إلى جنب مع سلسلة الطلب \ استجابة request-response chain | Cache-Control: no-cache                           | دائم   |
| إتصال Connection                | خيارات التحكم للاتصال الحالي وقائمة بحقول الطلب قفزة بقفزة ( hop-by-hop )                                                               | Connection: keep-alive Connection: Upgrade ‏       | دائم   |
| اكمل                            | |                                                   |        |

### حقول الطلب الغير قياسية المشهورة
| اسم الحقل                                                  | وصف | مثال                                                         |
| ---------------------------------------------------------- | --- | ------------------------------------------------------------ |
| X-Requested-With                                           | تستخدم أساسا لتحديد طلبات أجاكس (Requests اأجاكس) . معظم إطارات جافاسكريبت (JavaScript frameworks) ترسل هذا الحقل بيقيمة XMLHttpRequest | X-Requested-With: XMLHttpRequest                             |
| لا تتبع حقل عدم التعقب في ترويسة بروتوكول نقل النص الفائق ‏ | طلب من اي تطبيق ويب بعدم تتبع المستخدم . هذا أحد اصدارات موزيلا بحقل رأس (X-Do-Not-Track) منذ اصدار فيرفوكس أربعة بيتا 11 (Mozilla Firefox 4.0 Beta 11) . متصفح الويب سفاري (سفاري) و إنترنت إكسبلورر 9 يدعمون هذا الحقل ايضا. في سبعة من شهر مارس , 2011, a draft proposal was submitted to IETF. The رابطة الشبكة العالمية Tracking Protection Working Group is producing a specification. | DNT: 1 (Do Not Track Enabled) DNT: 0 (Do Not Track Disabled) |
| اكمل                                                       | |                                                              |

### حقول الاستجابة
| اسم الحقل                   | الوصف                                                                                  | مثال                                     | الحالة |
| --------------------------- | -------------------------------------------------------------------------------------- | ---------------------------------------- | ------ |
| Access-Control-Allow-Origin | يحدد اي المواقع يمكن تنتمي وتتشارك في الموارد الاصلية (cross-origin resource sharing ) | Access-Control-Allow-Origin: *           | مؤقت   |
| Accept-Patch                | يحدد اي صيغ باتش (مجموعة من الاوامر في ملف ) (Patch Formats) يدعمها الخادم (Server)    | Accept-Patch: text/example;charset=utf-8 | دائم   |
| Accept-Ranges               | What partial content range types this server supports via byte serving                 | Accept-Ranges: bytes                     | دائم   |
| اكمل                        |                                                                                        |                                          |        |

### حقول الاستجابة الغير قياسية المشهورة
| اسم الحقل                                                        | وصف                                  | مثال                             |
| ---------------------------------------------------------------- | ------------------------------------ | -------------------------------- |
| X-XSS-Protection                                                 | برمجة عبر مواقع (XSS) filter         | X-XSS-Protection: 1; mode=block  |
| Content-Security-Policy, X-Content-Security-Policy, X-WebKit-CSP | سياسة أمان المحتوى (CSP) definition. | X-WebKit-CSP: default-src 'self' |
| اكمل                                                             |                                      |                                  |

## وصلات خارجية
- أسماء الحقول الدائمة في رسائل رؤوس برتكول نقل النص التشعبي
- RFC 7230: برتكول نقل النص التشعبي (HTTP/1.1): بناء جمل الرسائل والتوجيه
- RFC 7231: برتكول نقل النص التشعبي (HTTP/1.1): دلالات ومحتويات
- RFC 7232: برتكول نقل النص التشعبي (HTTP/1.1): Conditional Requests
- RFC 7233: برتكول نقل النص التشعبي (HTTP/1.1): Range Requests
- RFC 7234: برتكول نقل النص التشعبي (HTTP/1.1): Caching
- RFC 7235: برتكول نقل النص التشعبي (HTTP/1.1): Authentication
- RFC 2965: IETF HTTP State Management Mechanism RFC
- رؤوس HTTP/1.1 من ناحية خادم الويب
- Internet Explorer and Custom HTTP Headers - EricLaw's IEInternals - Site Home - MSDN Blogs